# Honda P 50

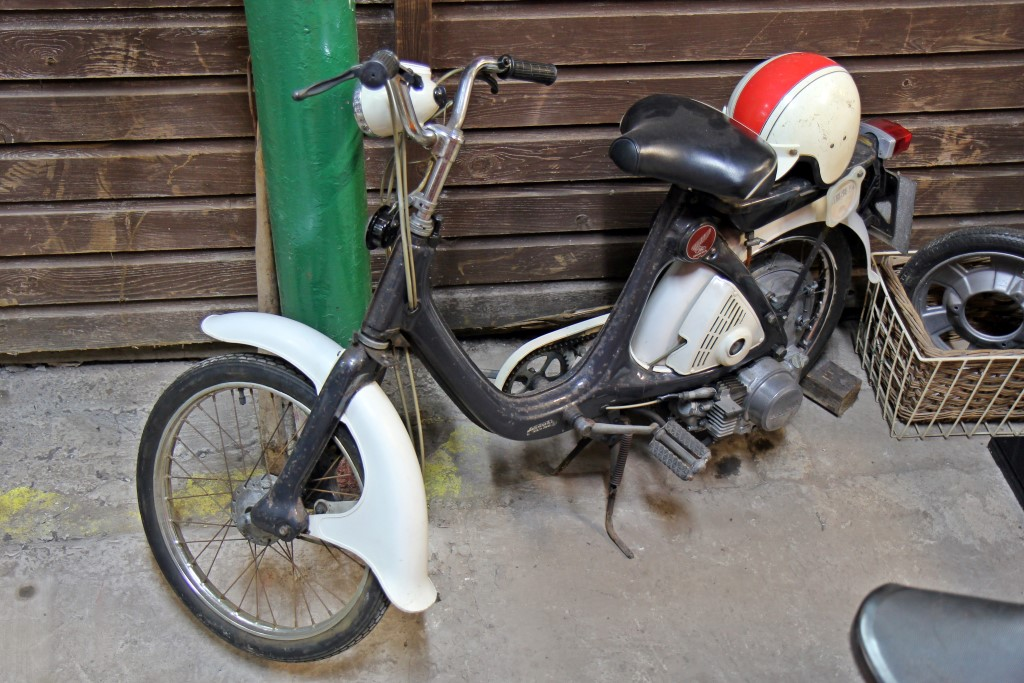
P 50 von 1967

Die P 50 war ein Mofa der Firma Honda mit einem Viertaktmotor und wurde ab 1966 gefertigt.

## Technik
Der Motor mit obenliegender Nockenwelle ist im Hinterrad eingebaut. Er leistet 0,8 PS (600 W) bei 3.500/min und verhilft dem Mofa zu knappen 25 km/h. Die Honda hat eine Fliehkraftkupplung, das heißt man musste nicht kuppeln und schalten. Den Motor kann man abkoppeln, so dass ein reiner Fahrradbetrieb möglich ist. Im Gegensatz zu einigen Vorgängermodellen kam der Rahmen nicht mehr vom Fahrrad, war wesentlich stärker ausgeführt und hat eine Vorderradfederung sowie einen großen Gepäckträger.
In anderen europäischen Ländern gab es die P50 auch als 45-km/h-Variante. In den Niederlanden hatte die P50 1,2 PS (900 W) bei 4800/min.
Der Motor ist an die höhere Belastung angepasst durch Zahnräder im Getriebe statt Ketten. In den USA wurde die P50 mit einer kompletten Blinkanlage ausgerüstet. Die Speisung erfolgt aus einer zusätzlichen Batterie, die rechts unter dem Tank montiert ist.